# Digitaria siamensis
Digitaria siamensis är en gräsart som beskrevs av Johannes Jan Theodoor Henrard. Digitaria siamensis ingår i släktet fingerhirser, och familjen gräs. Inga underarter finns listade i Catalogue of Life.